# Jan Sawinicz
Jan Sawinicz (Sulima Sawinicz) (ur. 1811, zm. po 1883) – pedagog, publicysta, tłumacz.

## Życiorys
Urodził w 1811 w rodzinie unickiego prałata w Wieliżu, który był asesorem w Kolegium Duchownym Rzymskokatolickim w Petersburgu.
Jan Sawinicz uczył się w unickim seminarium w Połocku w latach 1819–1828 (było to gimnazjum z klasą przygotowawczą i dwa lata teologii). W 1828 rozpoczął studia na wydziale filozoficznym uniwersytetu w Moskwie.
W czasie studiów współpracował z rosyjskimi czasopismami, w których opublikował m.in. przekład komedii Wojciecha Bogusławskiego „Henryk VI na łowach” oraz dla dyrekcji teatrów w Moskwie „Damy i huzary” Aleksandra Fredry. W 1833 wydał po rosyjsku gramatykę polską.
W okresie studiów był jednym z organizatorów Stowarzyszenia Miłośników Literatury Ojczystej, dla którego napisał statut. Sawinicz nie ukończył studiów i w 1835 opuścił uczelnię. W czasie studiów utrzymywał znajomości z Polakami przebywającymi w Moskwie, byli to m.in.: Józef Jeżewski, Onufry Pietraszkiewicz, Jan Wiernikowski, Kacper Szaniawski, oraz Jan Czeczot.
W latach 1835–1840 był nauczycielem w guberni tomskiej, a następnie uczył w moskiewskim Gimnazjum Drugim. W tym czasie przygotował do druku przekład „Dziejów Polski” Joachima Lelewela oraz „Historii prawodawstw słowiańskich” Wacława Aleksandra Maciejowskiego.
W 1843 nauczał języka i literatury rosyjskiej w Łukowie i w Siedlcach i od 1850 w gimnazjum w Warszawie. Od 1855 był wykładowcą historii powszechnej w Szkole Sztuk Pięknych. Uczył w szkołach warszawskich języka rosyjskiego, łaciny, historii powszechnej, historii i geografii Rosji.
Został mianowany lektorem języka rosyjskiego w 1863 w Szkole Głównej i w 1869 został zwolniony.
W latach 1859–1868 opracował prawie wszystkie artykuły dotyczące geografii, historii i literatury rosyjskiej dla „Encyklopedii Powszechnej S.Orgelbranda”. Tłumaczył na język polski I. Turgieniewa. Pisywał w „Bluszczu”, „Gazecie Warszawskiej”, „Kurierze Warszawskiem”, „Tygodniku Ilustrowanym” i „Dzienniku Powszechnym”.
W 1871 przeszedł na emeryturę i przeprowadził się na podwarszawską wieś, brak jest bliższych informacji o dalszym jego życiu. Zmarł po 1883.